# Csengőhang
A csengőhang telefonkészülékeken használt figyelemfelkeltő hangjelzés.
Bejövő híváskor szólal meg, így értesítve a hívandó felet a hívás fogadására.
Eredetileg valóban csengő szólalt meg a telefonban, nevét innen kapta. Az elektronikus készülékek elterjedésével azonban berregők (buzzer) vették át a helyüket. Mivel ezek egy mini hangszórón keresztül adnak hangot, hamar elterjedtek az egyszerű dallamokat játszó modulok.

## Mobiltelefon-csengőhang
Az első mobiltelefonok még egységes csengőhanggal rendelkeztek, mivel használatuk ritka volt. Elterjedésükkel azonban szükségessé vált, hogy különböző, akár egyéni jelzőhanggal szólaljanak meg, a félreértések elkerülése érdekében. Egy időben elterjedt a csengőhangszerkesztők használata, ám ezeket a készülékekbe épített zenelejátszó-egységek egyre inkább kiszorítják.
Mobiltelefonokon több alakját találjuk meg:
- egyszólamú;
- többszólamú (polifonikus). A MIDI technológiával eredetileg 43 hanghatást variálva egyszerre 4-et volt képes megszólaltatni, de a végén már 64 szólamú megoldások is felbukkantak.
- valós hangzású (true tone). Itt gyakorlatilag tetszőleges hanghatás visszaadható, a digitális rögzítésnek és visszajátszásnak köszönhetően, egyedül a hangminőség jelent korlátot.

Formátumuk többféle lehet: MIDI, AMR, MMF, RNG, WAV, WVE, WB-AMR, AU, MIDI, AAC, RMF, MP3, MP4.
Kiegészítheti vagy helyettesítheti vibrálás a csengőhangot, ez például zajos környezetben lehet hasznos.
Népszerűek különféle könnyűzenei slágerek is csengőhangként. Az amerikai Billboardnak külön slágerlistái vannak, amelyekre ez alapján kerülnek fel számok (Billboard Hot Ringtones, Billboard Hot Ringmasters). A Sony-BMG 2007 októberétől több ún. ringle-t is megjelentetett (a ringtone, azaz csengőhang és a single, azaz kislemez szavakból), ezek olyan CD kislemezek, melyeken a dal mellett szerepel egy kód a dal internetről letölthető csengőhangja megszerzéséhez.